# Semiotica letteraria
La semiotica letteraria (oppure, se la si considera come processo semiotico, il discorso letterario) è un terreno di ricerche i cui limiti sembrano essere stabiliti più dalla tradizione che da criteri obbiettivi e formali. Non è una scienza con un oggetto, una storia o una terminologia propri. Da un lato è una applicazione manifesta della teoria semiotica; dall'altro è un'occupazione segreta, che mira alla ricerca della scienza letteraria.

## La semiotica letteraria e letteratura
La parola "letteratura" dovrebbe essere usata per designare un certo corpo di atti di comunicazione ripetibili o recuperabili. "Ripetibile o recuperabile" richiede che qualcosa chiamato letteratura abbia una certa durata. Può assumere la forma di un testo scritto, un'espressione registrata, una bobina di film o qualcosa trasmesso oralmente, come un detto, uno scherzo, un mito o un poema epico. Nelle forme orali, ciò che viene recuperato di solito non è un testo identico ma una struttura riconoscibile dello "stesso" scherzo o poema epico in parole diverse, ma questa "identità" porta tali opere entro i limiti di questa definizione di letteratura. Un detto o un'esibizione che non è recuperabile o ripetibile, sia che si tratti di uno scherzo dimenticato o di un manoscritto perduto, può benissimo essere stato letterario, ma non fa più parte della letteratura, poiché la letteratura consiste solo nel corpo degli spettacoli disponibili. È stato sostenuto (da Francis Sparshott tra gli altri) che tutti i testi scritti dovrebbero essere considerati letteratura, perché la scrittura non solo preserva le espressioni alla lettera, ma traduce anche il materiale direttamente disponibile ai sensi in un altro mezzo. Di questa accezione è rilevante l'utilizzo in campi settoriali (quello scientifico e medico in particolare)che validano l'uso del termine  'letteratura' nel senso allargato di ' insieme della produzione scritta' nel campo dato.
Un altro punto di vista suggerisce di studiare la cultura dalla prospettiva del discorso letterario. Ad esempio, Foucault presta attenzione alla valutazione sociale e alla standardizzazione obbligatoria dei discorsi. Secondo questo autore, in una certa fase culturale, un certo discorso è "reale", ha valore ed è conforme alle norme sociali; altri discorsi sono considerati "falsi", dannosi e dovrebbero essere soppressi.
il  testo  è un tutto di significazione che produce in se stesso, parzialmente, le condizioni contestuali della sua lettura. In senso stretto il termine si riferisce a un testo scritto; in senso semiotico, tutte le catene di simboli hanno un modo ideografico simile al testo scritto, quindi possono essere considerati tutti alla stregua di testi. Molte semiotiche chiamano tali catene di simboli discorso: anche quello letterario è un genere di discorso. L'organizzazione del piano dell'espressione si identifica in modo generale con le articolazioni linguistiche discorsive; le “forme letterarie” si presentano piuttosto come un vasto repertorio di universali o primitivi discorsivi. 
Una certa tradizione definisce il discorso letterario come una “finzione”,opponendolo alla “realtà” del discorso storico, specificandolo attraverso una relazione con ciò che esso non è, cioè con il referente extra-linguistico: il referente del discorso letterario verrà detto “immaginario”, quello del discorso storico, “reale”.
Secondo Robert, le principali opere letterarie sono tutte commenti sulla propria forma, sulla generica tradizione o tradizioni da cui prendono il loro essere. Lo studio della letteratura, deve coinvolgere quello del processo comunicativo in generale - o semiotico - e in particolare lo sviluppo del codici che governano la produzione e l'interpretazione dei principali generi letterari, e i sottocodici che informano i vari generi che si sono sviluppati nel corso della storia letteraria.

### Due basi di semiotica letteraria

#### La letterarietà

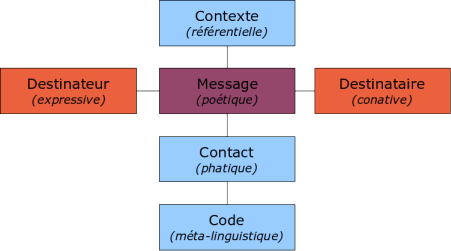
schema della comunicazione

I primi ad impiegare la semiotica per definire la letterarità furono Mukarovsky e Jacobson della Scuola di Praga. Jacobson, in ulteriori ricerche, ha avanzato uno dei concetti più critici della semiotica letteraria: "la letterarietà è l'autoriflessività della semiotica." La letterarietà si riferisce all'unicità della differenza tra testo letterario e altri testi; l'autoriflessività è la capacità di un simbolo di riferirsi a se stesso e non a qualcos'altro. Jacobson riteneva che se la critica letteraria si concentra solo sulla connotazione morale e sul significato sociale delle opere letterarie, è tutt'altro che sufficiente; le caratteristiche distintive della forma letteraria sono gli oggetti che la teoria letteraria dovrebbe discutere. Quando nel 1956 propose le sei funzioni del linguaggio, egli riteneva che la funzione poetica fosse inversamente proporzionale alla funzione referenziale: più forte è la funzione poetica, meno siamo capaci di riconoscere l'oggetto cui si riferisce.
Sebbene la funzione poetica non sia l'unica funzione del linguaggio artistico, essa è decisiva: lo scopo di varie tecniche letterarie non è quello di usare la "funzione poetica" per approfondire l'opposizione tra segni e oggetti, ma di usare l'autoriflessività rafforzando il primato del significante.

#### La semiotica connotativa

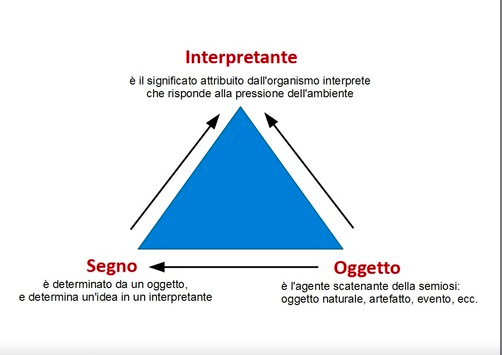
segno secondo pierce

La questione del significato è la questione chiave della semiotica. La semiotica letteraria è lo studio della complessa composizione del significato delle opere letterarie. In generale, il "significato" viene definito collettivamente: si può dire che è un significato denotativo, mentre il significato connotativo è influenzato soggettivamente. Quindi il significato denotativo non include il significato connotativo. Nella semiotica letteraria, per significato denotativo intendiamo generalmente il senso letterale di parole e frasi. Peirce identifica il significato con l'interpretante, ossia una "terza cosa" tra segno e oggetto, ossia il processo di rappresentazione simbolica degli oggetti. Sulla base dell'interpretante di Pierce, la semiotica connotativa permette un'esplorazione più ravvicinata del significato della letteratura.
Un segno ha un significato connotativo solo in una cultura specifica, e la connotazione stessa è l'accumulo di intertestualità culturale. La letteratura e l'arte presentano un senso complesso perché hanno a che fare con questo tipo di connotazione. Sebbene la semiotica connotativa non sia necessariamente limitata all'interpretazione letteraria, l'interpretazione letteraria deve utilizzare la semiotica connotativa. Il significato denotativo chiude il significato letterario, mentre la semiotica connotativa lo apre all'infinito.

## Discussione
Negli anni '90 i linguisti sono preoccupati dall'unità di teoria e pratica. Un linguista sofisticato non affermerà più che la lingua è un sistema di segni per eccellenza. Non relegherà più indiscriminatamente il linguaggio al dominio della semiotica generale. Al contrario, un linguista nel senso proprio della parola penserà alla semiotica applicata, considerando la relazione tra la scienza dei linguaggi umani naturali e la scienza dei sistemi dei segni, e affrontando le seguenti domande: quanto una lingua umana naturale presta se stessa all'interpretazione semiotica? Quali sono i segni e i sistemi di segni all'interno di un linguaggio umano naturale? In che modo i concetti e le categorie della semiotica possono essere applicati all'insegnamento effettivo dei linguaggi umani naturali? Espandendo l'elenco delle domande si potrebbero includere le seguenti: Siamo giustificati nell'applicare la metodologia semiotica alla letteratura? Cos'è la semiotica letteraria (la semiotica della letteratura)?